# Dsonkwa Regio
La Dsonkwa Regio è una struttura geologica della superficie di Venere.